# Keshorn Walcott
Keshorn Walcott (Toco, 2 de abril de 1993) es un atleta trinitense de lanzamiento de jabalina. En su carrera deportiva ostenta una medalla de oro y una de bronce en Juegos Olímpicos; y el título de campeón mundial júnior de la especialidad.

## Trayectoria
Inició en la práctica del atletismo a la edad de 15 años, y después de probar suerte en varias especialidades, optó por el lanzamiento de jabalina. Ya en el 2009 participaba en el campeonato mundial juvenil de Bresanona, donde no pasó de la ronda preliminar con un registro de 66,72 m.
El 2010 asistió campeonato centroamericano y del Caribe (CAC) en Santo Domingo, y ganó el primer lugar con marca de 67,01 m en la categoría sub-17; pero en el mundial júnior de Moncton, no superó la ronda preliminar, aunque registró una nueva marca nacional júnior de 66,05 m. En los Juegos Panamericanos de Guadalajara de 2011 se ubicó en la séptima posición con marca de 75,77 m.

### Los Juegos Olímpicos de Londres
El 2012 tomó parte del CAC júnior de San Salvador, y repitió el primer puesto con un tiro de 82,83 m en categoría sub-19, nuevo récord del evento. Además,  ese mismo año viajó a su segundo mundial júnior realizado en Barcelona, y se proclamó campeón de la especialidad con marca de 78,64 m.
Con esa credencial se presentó a los Juegos Olímpicos de Londres, y no era considerado favorito para ocupar el podio. Sin embargo, tras superar la ronda preliminar, se clasificó a la final con una marca de 81,74 m que no superaba el límite mínimo de 82 m, pero que era suficiente para colarse entre los mejores doce.
En la final se encontraba el campeón olímpico de 2008 y mundial del 2009, el noruego Andreas Thorkildsen, así como el experimentado Tero Pitkämäki, aunque ambos no habían tenido triunfos resonantes en los últimos años. Por otra parte, el campeón mundial del 2011, Matthias de Zordo, ni siquiera había establecido marca en la ronda previa.
Walcott, cuyo objetivo en los Juegos era superar su marca personal, realizó en las primeras dos rondas lanzamientos de 83,51 m y la decisiva de 84,58 m, que efectivamente mejoró su propio récord, pero que también era suficiente para alzarse con la medalla de oro contra todos los pronósticos. El podio fue completado por el ucraniano Oleksandr Pyatnytsya, que se ubicó apenas a siete centímetros de Walcott (84,51 m), y el finlandés Antti Ruuskanen con 84,12 m. Por su parte, Pitkämäki y Thorkildsen se posicionaron en el quinto y sexto lugar respectivamente.
Con el triunfo, Walcott se convirtió en el primer atleta caribeño en obtener la medalla dorada en una competencia que tradicionalmente es ganada por europeos; y, a sus diecinueve años, en el más joven en la historia olímpica de la especialidad.
Para Trinidad y Tobago era la segunda medalla de oro en la historia del atletismo olímpico, ya que el único antecedente era Hasely Crawford en los 100 metros lisos en Montreal 1976. La hazaña fue considerada la mayor sorpresa en la competencia del atletismo de Londres 2012, y la Asociación Internacional de Federaciones de Atletismo le reconoció como «promesa del atletismo mundial».

### Temporada 2013
En su primera presentación en un torneo de atletismo tras los Juegos Olímpicos, Walcott realizó un tiro de 84,39 m en Puerto España el 3 de mayo del 2013, el cual se ubicó como la segunda mejor marca de su carrera. Sin embargo, posteriormente tuvo dos apariciones en la Liga de Diamante con resultados modestos, y una lesión en el tobillo apareció en junio. Así se presentó en Moscú a su primer campeonato mundial en el que no logró pasar de la fase preliminar. Su registro fue de 78,78 m.

### Temporada 2014
Los mejores resultados para Walcott en el 2014 fueron la medalla de plata en los Juegos de la Mancomunidad de Glasgow con marca de 82,67 m. Además se colgó la medalla de bronce en la copa continental de la IAAF con marca de 83,52 m.

### Temporada 2015
Por la Liga de Diamante del 2015, Walcott había obtenido el tercer puesto en las reuniones de Roma (86,20 m) y Birmingham (86,43) a principios del mes de junio, las que mejoraban su propio récord personal. Pero el 4 de julio, en Lausana, realizó su mejor desempeño desde los Juegos Olímpicos cuando lanzó la jabalina a 90,16 m justo en su primer intento, por lo que se ubicó como la segunda mejor marca del año. Ese mismo mes compitió en los Juegos Panamericanos de Toronto donde se alzó con su primera medalla de oro del certamen con un lanzamiento de 83,27 m. Sin embargo, para el mes de agosto asistió a su segundo mundial de atletismo, esta vez en Pekín, y nuevamente quedó relegado en la etapa preliminar al obtener un opaco lanzamiento de 76,83 m insuficiente para pasar a la final. Dicho resultado lo consideró inexplicable.

### Los Juegos Olímpicos de Río de Janeiro
El 2016 Walcott tenía en su agenda su segunda presentación en Juegos Olímpicos, que tendrían como sede Río de Janeiro. Previo al evento su mejor marca era de 86,35 m realizada en Oslo, por la Liga de Diamante. En el lanzamiento de jabalina de los Juegos Olímpicos de esta edición no había serios aspirantes al podio dados los resultados inesperados en los torneos importantes anteriores, aunque él era tomado en cuenta para disputar las medallas. De hecho, como defensor de su título olímpico del 2012, se adjudicó la mejor marca de la ronda de clasificación con un tiro de 88,68 m por lo que mejoraba su mejor registro del año. Para la final, su mejor lanzamiento fue de 85,38 m suficiente para lograr la medalla de bronce, su segunda presea olímpica con 23 años de edad. Además cabe agregar que en dicho evento Walcott fue nominado como el abanderado de la delegación trinitense en la ceremonia de apertura.

### Temporadas 2017-18
Walcott inició la temporada del 2017 en el mes de mayo en Vantaa con un lanzamiento de 84,16 m, válido para el primer puesto. En el mes de junio mejoró dicha marca en Roma con un lanzamiento de 86,61 m para el segundo puesto, por detrás del alemán Thomas Röhler (90,06 m). De hecho, las mejores marcas del año habían estado en poder tanto de Röhler como de su compatriota Johannes Vetter antes de celebrarse el campeonato mundial de ese año, en Londres, por lo que eran los favoritos para ocupar la cima del podio en el evento.
En su tercera asistencia al mundial de atletismo, Walcott logró clasificar con la tercera mejor marca de la ronda preliminar con un registro de 86,01 m, por lo que se hizo presente a la final del certamen por primera vez en su carrera. En la disputa por las medallas se ubicó en la séptima posición con un registro de 84,48 m, habiendo sido ganada la prueba por el alemán Vetter quien obtuvo un lanzamiento de  89,89 m. En este mismo año fue sometido a dos operaciones en el codo.
En el 2018 su resultado más relevante fue la consecución de la medalla de oro de los Juegos Centroamericanos y del Caribe de Barranquilla en el que realizó un lanzamiento de 84,47 m.

### Temporada 2019
Walcott se presentó a sus terceros Juegos Panamericanos, realizados en Lima el 2019, como el campeón defensor, pero se vio superado por el joven granadino Anderson Peters quien se alzó con la medalla de oro con un tiro de 87,31 m, nuevo récord del evento en su primer intento, mientras Walcott fue segundo con 83,55 m logrado de igual forma en su primer turno. Peters también fue revelación en el mundial de Doha al proclamarse campeón absoluto con una marca de 86,89 m, en tanto Walcott, en su cuarto mundial y segunda final disputada, se ubicó en el undécimo puesto (77,47 m).